# Ridderorden in Nigeria
De federale republiek Nigeria heeft na de onafhankelijkheid in 1964 twee ridderorden ingesteld.
- De Orde van de Federatie (Order of the Federal Republic)
- De Orde van de Niger (Order of the Niger)

De twee hoogste onderscheidingen, grootcommandeur in de Orde van de Federatie en de Orde van de Niger worden aan de respectieve  pas aangetreden president en vicepresident verleend. De laatste onderscheiding wordt ook aan de voorzitter van het Hooggerechtshof en de voorzitter van de Senaat toegekend. Rechters in het Hooggerechtshof worden Commandeurs in de Orde van de Niger.
De protocollaire volgorde en de letters achter de naam van de drager.
- Grootcommandeur in de Orde van de Federatie Grand Commander of the Order of the Federal Republic (GCFR)
- Grootcommandeur in de Orde van de Niger (Grand Commander of the Order of the Niger) (GCON)
- Commandeur in de Orde van de Federatie (Commander of the Order of the Federal Republic) (CFR)
- Commandeur in de Orde van de Niger (Commander of the Order of the Niger) (CON)
- Officier in de Orde van de Federatie (Officer of the Order of the Federal Republic) (OFR)
- Officier in de Orde van de Niger (Officer of the Order of the Niger) (OON)
- Lid in de Orde van de Federatie (Member of the Order of the Federal Republic) (MFR)
- Lid in de Orde van de Niger (Member of the Order of the Niger) (MON)

De regering van President Obasanjo besloot in januari 2000 om het verlenen van de twee orden op te schorten.